# Ханіш
Острови Ханіш (араб. جزر هانيش) — архіпелаг у Червоному морі. Більшість його островів належить Ємену, але до 1998—1999 років на них також претендувала Еритрея.

## Географія
Архіпелаг складається з трьох великих і безлічі дрібних островів. Найбільший (~120 км²) острів, Зукар, розташований на півночі архіпелагу, Аль-Ханіш-аль-Кабір — на півдні (~116 км²). Між цими островами розташовані острів Аль-Ханіш-аль-Сагір та кілька дрібних островів.

## Історія
На острови Ханіш до 1923 року претендувала Туреччина. Від 1923 до 1941 року вони перебували під управлінням італійської колонії Еритрея. 1941, після поразки італійської колоніальної армії протекторат над Еритреєю та островами встановила Велика Британія.
Упродовж 1970-их років на острови претендували Ефіопія (до складу якої тоді входила Еритрея) та Ємен. Інтерес Ефіопії до островів був зумовлений тим, що групи, які відстоювали незалежність Еритреї, використовували острови Ханіш як базу для нападів на ефіопські війська.
1993 року Еритрея здобула незалежність і 1995 року спробувала встановити свій суверенітет над архіпелагом. Це спричинило кризу островів Ханіш. Після тривалого процесу у міжнародному суді в Гаазі під керівництвом Абдул-Каріма Алер'яні Ємену було надано повне право власності на більші острови, а Еритреї — периферичні острівці на південний захід від більших островів.
9 грудня 2015 року солдати Саудівської коаліції, що бореться проти Ємену, увійшли та взяли під контроль стратегічний острів Ханіш аль-Кабір. Вони очистили острів від формувань шиїтських заколотників з руху «Ансар Алла» (хуситів) і прибічників колишнього президента Ємену Алі Абдалли Салеха. Тим не менше, під контролем хуситів залишається острів Зукар. Сутички у регіоні відбуваються дотепер. 